# NGC 1885
NGC 1885 је расејано звездано јато у сазвежђу Златна риба које се налази на NGC листи објеката дубоког неба.
Деклинација објекта је - 68° 58' 40" а ректасцензија 5h 15m 5,9s. Привидна величина (магнитуда) објекта NGC 1885 износи 12,0. NGC 1885 је још познат и под ознакама ESO 56-SC88.